# Drei Meter Feldweg
Drei Meter Feldweg ist eine 2011 gegründete Punkrockband aus Salzhausen in der Lüneburger Heide. Bisher wurden fünf Studioalben und drei EPs veröffentlicht.

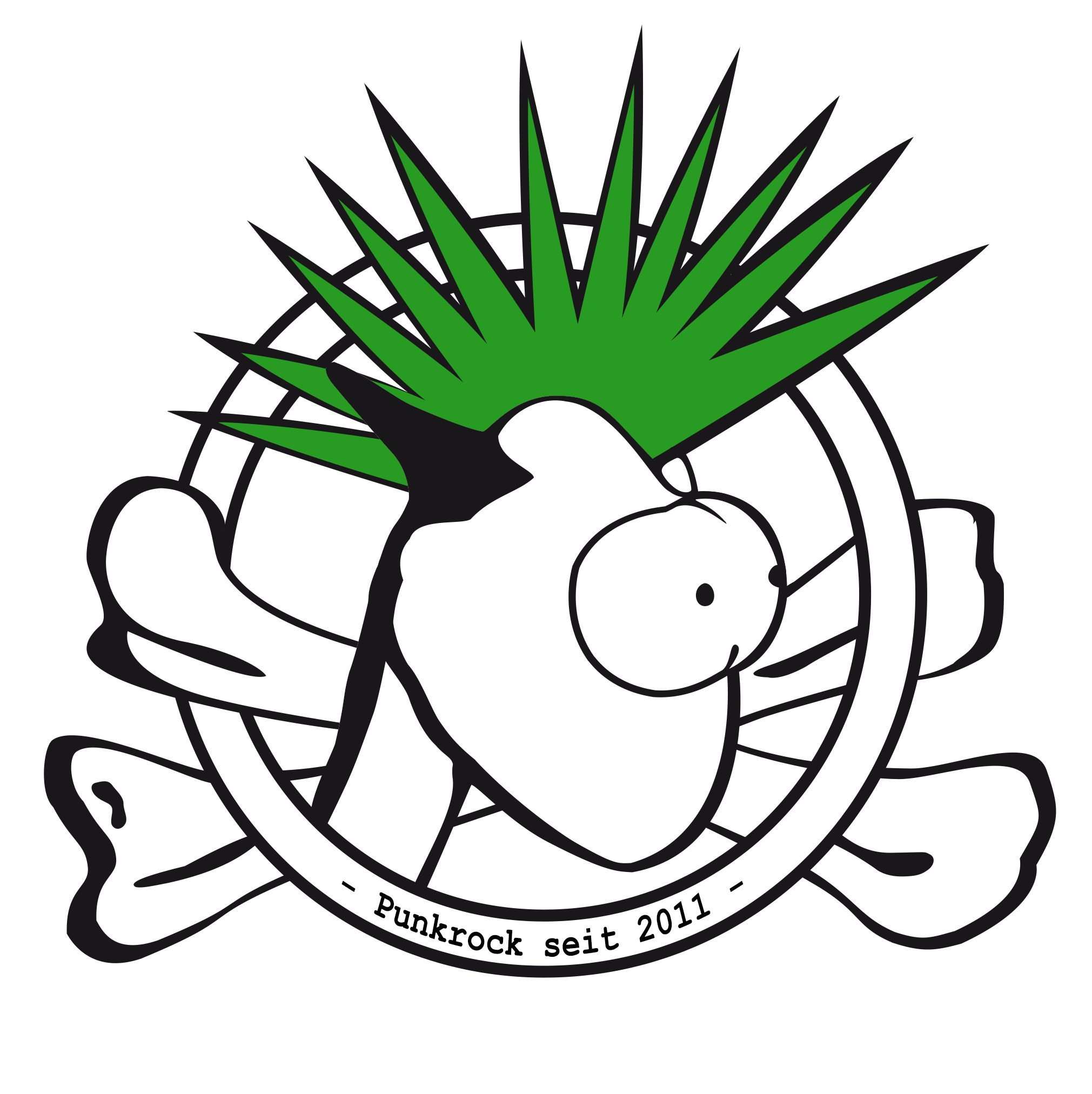
Aktuelles Bandlogo

## Geschichte
Drei Meter Feldweg wurde am Neujahrstag 2011 von Bennet, Hendrik, Philip und André gegründet. Im Herbst 2011 kam Finn als zweiter Gitarrist hinzu.
Alle Bandmitglieder stammen aus der Samtgemeinde Salzhausen südlich von Hamburg. Nach ersten privaten Auftritten spielte sich Drei Meter Feldweg 2012 ins Nordfinale des Emergenza-Bandcontests in der Hamburger Markthalle.
Im Sommer folgten die Aufnahmen für das erste Studioalbum Randale in der Badewanne, welches im Frühjahr 2013 veröffentlicht wurde. Wie auch alle weiteren Aufnahmen wurde die CD im Do-It-Yourself im Manor Station Tonstudio in Salzhausen eingespielt.
Kurze Zeit später folgte die EP Sommer, Sonne, Bier mit vier neuen Songs und einem Musikvideo zum Titelsong.
Ende 2014 trennte sich die Band von Bassist André. Als Ersatz wurde Simon in die Band aufgenommen, der bis zu diesem Zeitpunkt kein Instrument gespielt hatte. Er erlernte das Bassspiel in nur wenigen Wochen und ist seither fester Bestandteil von Drei Meter Feldweg. In den folgenden Jahren folgten Auftritte mit Bands wie Dritte Wahl, Rantanplan und Jaya the Cat oder im Volksparkstadion zum Abschiedsspiel von David Jarolim.
Anfang 2017 erschien das zweite Studioalbum Hypermaxx 4000, zu dem zwei Musikvideos veröffentlicht wurden. Es folgten einige Festival-Auftritte wie auf dem Traffic Jam Open Air und Wilwarin. 2018 spielte die Band unter anderem auf dem Wutzrock und Nonstock Festival.
Ihr drittes Studioalbum Gewinner veröffentlichten Drei Meter Feldweg im September 2020 erstmals über das Label Dackelton Records, nachdem nur wenige Monate zuvor die EP Viva Coronia beim gleichen Label digital erschienen ist.
Studioalbum Nummer vier Durak wurde von Florian Nowak im Berliner Dailyhero Recordings Studio produziert und erschien im August 2022 ebenfalls über Dackelton Records. Mit Durak gelang Drei Meter Feldweg erstmals ein Erfolg in den deutschen Albumcharts: Das Album stieg auf Platz 71 ein. Auf das Album folgten drei Deutschlandtouren.
Durch den Erfolg von Durak trat die Band auf Festivals wie dem Highfield-Festival, Open Flair,  Taubertal Festival, Rocco del Schlacko, Hurricane und dem Deichbrand auf.
2025 veröffentlichen Drei Meter Feldweg ihr fünftes Album Gut Holz, welches Platz 49 der deutschen Albumcharts erreichte.

## Stil
Drei Meter Feldweg orientiert sich musikalisch an Vorbildern wie Die Toten Hosen, Die Ärzte, Broilers oder auch Montreal, Sondaschule und Rogers.
In der Anfangszeit war der Stil der Band am ehesten dem Fun-Punk zuzuschreiben. Songs wie Deine Mutter zieht LKWs kommen noch recht holprig daher.
Ab der EP Sommer, Sonne, Bier ist ein deutlicher Ska-Einfluss zu hören.
Spätestens mit dem Album Hypermaxx 4000 sind die Songs deutlich ausgereifter und kritischer. Neben humorvollen Stücken sind auch gesellschaftskritische Songs wie Kamera dabei und Die klugen Leute vertreten. Mit Liedern wie Nicht das Volk und Meister Isegrim prangert Drei Meter Feldweg die wieder stärker werdende Ausländerfeindlichkeit in Deutschland an.
Eine musikalische und nicht ernst gemeinte Neuaufnahme eigener Songs aus dem Wohnzimmer in Stilrichtungen wie Schlager und Techno erfolgte während der Pandemie 2020 zusammen mit selbstproduzierten Musikvideos. Die Songs wurden anschließend auf der EP Viva Coronia digital veröffentlicht.
Mit dem Album Gewinner haben Drei Meter Feldweg neben Humor noch etwas mehr Ernsthaftigkeit und Emotionen in die Songs gelegt. Die verarbeiteten Themen vom Vorgängeralbum wurden wieder aufgegriffen und um die aufkommende Zwei-Klassen-Gesellschaft, Alltagssorgen und persönlichen Erfahrungen ergänzt.
Auf dem Album Durak hat die Band neben den üblichen Instrumenten Schlagzeug, Bass und Gitarren mit Unterstützung von Gastmusikern auch Bläser und Synthesizer eingesetzt, ohne dabei den bandtypischen Sound zu verändern.

## Diskografie
Alben
- Randale in der Badewanne (2013; DIY)[17]
- Hypermaxx 4000 (2017; DIY; 2020 Rerelease über Dackelton Records)[18]
- Gewinner (2020, Dackelton Records)
- Durak (2022, Dackelton Records)
- Gut Holz (2025, Dackelton Records)

EPs
- Schon gehört? (2012; DIY), Demo-EP[1]
- Sommer, Sonne, Bier (2014; DIY)[19]
- Viva Coronia (2020, Dackelton Records)

Singles
- Die schönste Zeit des Lebens (2013; DIY), Musikvideo
- Sommer, Sonne, Bier (2014; DIY), Musikvideo
- Kamera dabei (2017; DIY), Musikvideo
- Die klugen Leute (2017; DIY), Musikvideo
- Was uns bewegt (2020, Dackelton Records), Musikvideo
- Die Nacht, der Alkohol und wir (2020, Dackelton Records)
- Herzfeind (2020, Dackelton Records), Musikvideo
- Unten und Oben (2020, Dackelton Records), Musikvideo
- Unten am Strand (2022, Dackelton Records), Musikvideo
- Gib niemals auf (2022, Dackelton Records), Musikvideo
- Eine Lovestory (2022, Dackelton Records), Musikvideo
- Und sie tanzt (2022, Dackelton Records), Musikvideo
- Neue Single (2024, Dackelton Records), Musikvideo
- Alle deine Bilder (2024, Dackelton Records), Musikvideo
- Wolken im Paradies (2025, Dackelton Records), Musikvideo
- Irgendwo Anders (2025, Dackelton Records), Musikvideo